# Sri Potti Sriramulu Nellore (distrikt)
Sri Potti Sriramulu Nellore (telugu: శ్రీ పొట్టి శ్రీరాములు నెల్లూరు జిల్లా, tidligere kendt som Nellore) er et distrikt i den indiske delstat Andhra Pradesh. Distriktets hovedstad er Nellore.

## Etymologi
I juni 2008, omdøbt regeringen i Andhra Pradesh. Nellore distriktet til Sri Potti Sri Ramulu Nellore distrikt til ære for frihedskæmper og revolutioner Potti Sri Ramulu, der døde fastende i et forsøg på at opnå dannelsen af en selvstændig stat for Telugu folket.

## Demografi
Ved folketællingen i 2011 var der 2.966.082 indbyggere i distriktet, mod 2,668,564 i 2001. Den urbane befolkningen udgør 29,07 % af befolkningen.
Børn i alderen 0 til 6 år udgjorde 9,69 % i 2011 mod 12,31 % i 2001. Antallet af piger i den alder per tusinde drenge er 945 i 2011 mod 954 i 2001.

## Inddelinger

### Mandaler
I Andhra Pradesh er mandal det tredje administrative niveau, under staten og distrikterne. Sri Potti Sriramulu Nellore distrikt har 46 mandaler.
1. Allur, 15 landsbyer.
2. Ananthasagaram, 23 landsbyer.
3. Anumasamudrampeta, 19 landsbyer.
4. Atmakur, 23 landsbyer.
5. Balayapalle, 24 landsbyer.
6. Bhogolu, 14 landsbyer.
7. Buchireddipalem, 12 landsbyer.
8. Chejerla, 22 landsbyer.
9. Chillakur, 31 landsbyer.
10. Chittamur, 23 landsbyer.
11. Dagadarthi, 11 landsbyer.
12. Dakkili, 26 landsbyer.
13. Doravarisatram, 22 landsbyer.
14. Duttalur, 17 landsbyer.
15. Gudur, 22 landsbyer.
16. Indukurpet, 18 landsbyer.
17. Jaladanki, 16 landsbyer.
18. Kaligiri, 23 landsbyer.
19. Kaluvoya, 19 landsbyer.
20. Kavali, 21 landsbyer.
21. Kodavalur, 17 landsbyer.
22. Kondapuram, 19 landsbyer.
23. Kota, 20 landsbyer.
24. Kovur, 5 landsbyer.
25. Manubolu, 18 landsbyer.
26. Marripadu, 24 landsbyer.
27. Muthukur, 19 landsbyer.
28. Naidupeta, 18 landsbyer
29. Nellore, 29 landsbyer.
30. Ozili, 26 landsbyer.
31. Pellakur, 24 landsbyer.
32. Podlakur, 29 landsbyer.
33. Rapur, 46 landsbyer (34 Panchayats)
34. Seetharamapuram, 14 landsbyer
35. Sangam, 19 landsbyer.
36. Sullurpeta, 19 landsbyer
37. Sydapuram, 30 landsbyer.
38. Tada 17 landsbyer.
39. Thotapalligudur, 21 landsbyer.
40. Udayagiri, 16 landsbyer
41. Vakadu, 18 landsbyer.
42. Varikuntapadu, 24 landsbyer
43. Venkatachalam, 25 landsbyer.
44. Vinjamur, 15 landsbyer.
45. Venkatagiri 24 landsbyer. (Manulalape)
46. Vidavalur, 11 landsbyer.